# Mike Doyle (Schauspieler)
Michael „Mike“ Doyle (* 16. September 1972 im Bundesstaat Texas) ist ein US-amerikanischer Schauspieler. Bekanntheit erlangte er vor allem durch seine Rolle des Forensik-Technikers Ryan O’Halloran in der Serie Law & Order: Special Victims Unit (2002–2009).

## Leben und Karriere
Mike Doyle besuchte die Juilliard School in New York City, wo er von 1994 bis 1998 der Dramagruppe Group 27 angehörte.
Doyle gab sein Debüt bereits 1981, als er für die englische Version des Films Kidô senshi Gandamu einen Spracheinsatz erhielt. 1996 trat er als Jamie Perse in der Miniserie Titanic auf. Bald folgten auch erste Filmrollen, wie etwa in Alles nur Sex oder Cutter. 2002 übernahm er eine kleine Rolle als Adam Guenzel in der Serie Oz – Hölle hinter Gittern. Während der Arbeiten an der Serie, lernte er George Mofogen kennen, den er später im von ihm geschriebenen und gedrehten Kurzfilm Shiner, der auf dem Tribeca Film Festival 2006 uraufgeführt wurde, auftreten ließ.
Ebenfalls im Jahr 2002 übernahm Doyle die Rolle des Forensik-Technikers Ryan O’Halloran in der Serie Law & Order: Special Victims Unit, der er bis 2009 in über 50 Episoden verkörperte. Seit Beginn der 2000er-Jahre war Doyle regelmäßig in Gastrollen in US-Fernsehserien zu sehen, so etwa in Sex and the City, Ed – Der Bowling-Anwalt, Waterfront, In Treatment – Der Therapeut, In Plain Sight – In der Schusslinie, Criminal Minds, Lights Out, The Whole Truth, Good Wife, Shameless, The Mentalist, The Blacklist, Unforgettable, Blindspot, Lucifer, Conviction, Odd Mom Out oder Narcos: Mexico.
Von 2011 bis 2012 war Doyle als Victor Lantz in der kurzlebigen Serie A Gifted Man zu sehen. 2017 folgte eine Nebenrolle als Brad in The Accidental Wolf.
Neben seinen Serienrollen, ist Doyle auch regelmäßig in Filmen zu sehen, so etwa in Der Teufel und Daniel Webster (2003), Laws of Attraction (2004), Heavy Petting, P.S. Ich liebe Dich (jeweils 2007), Rabbit Hole (2010), Green Lantern (2011) oder Max Steel (2016). Im Film Jersey Boys, aus dem Jahr 2014, stellte Doyle den Singer-Songwriter Bob Crewe dar.

## Persönliches
Mike Doyle ist homosexuell. 2019 wurde der Independentfilm Almost Love veröffentlicht, zu dem Doyle erstmals Regie führte. Die zentralen Rollen wurden ausschließlich mit schwulen Darstellern besetzt.

## Filmografie (Auswahl)
- 1981: Kidô senshi Gandamu (Stimme)
- 1994: Junge Schicksale (ABC Afterschool Specials, Fernsehserie, Episode 23x02)
- 1996: Titanic (Mini-Serie, 2 Episoden)
- 1997: Jenny (Fernsehserie, Episode 1x05)
- 1998: Alle nur Sex (Some Girl)
- 1999: Emergency Room – Die Notaufnahme (ER, Fernsehserie, Episode 5x19)
- 2000: Sex and the City (Fernsehserie, 2 Episoden)
- 2000: Russo
- 2002: Oz – Hölle hinter Gittern (Oz, Fernsehserie, 4 Episoden)
- 2002–2009: Law & Order: Special Victims Unit (Fernsehserie, 53 Episoden)
- 2003: Cutter
- 2003: Ed – Der Bowling-Anwalt (Ed, Fernsehserie, Episode 4x11)
- 2003: Der Teufel und Daniel Webster (The Devil and Daniel Webster)
- 2004: Laws of Attraction
- 2005: Tides of War (Fernsehfilm)
- 2005: 29th and Gay
- 2006: Waterfront (Fernsehserie, Episode 1x03)
- 2006: 5up 2down
- 2006: Smith (Fernsehserie, Episode 1x01)
- 2007: Heavy Petting
- 2007: P.S. Ich liebe Dich (P.S. I Love You)
- 2009: In Treatment – Der Therapeut (In Treatment, Fernsehserie, Episode 2x01)
- 2010: In Plain Sight – In der Schusslinie (In Plain Sight, Fernsehserie, Episode 3x03)
- 2010: Criminal Minds (Fernsehserie, Episode 5x19)
- 2010: Rabbit Hole
- 2011: Paul the Male Matchmaker (Fernsehserie, Episode 1x04)
- 2011: Lights Out (Fernsehserie, 3 Episoden)
- 2011: Green Lantern
- 2011: Union Square
- 2011: The Orphan Killer
- 2011: The Onion News Network (Fernsehserie, Episode 2x02)
- 2011: The Whole Truth (Fernsehserie, 2 Episoden)
- 2011–2012: A Gifted Man (Fernsehserie, 11 Episoden)
- 2012: Gayby
- 2012: The Exhibitionists
- 2012: Good Wife (The Good Wife, Fernsehserie, Episode 4x02)
- 2012: 666 Park Avenue (Fernsehserie, Episode 1x02)
- 2013: Shameless (Fernsehserie, 2 Episoden)
- 2013: The Mentalist (Fernsehserie, Episode 5x21)
- 2014: The Blacklist (Fernsehserie, 2 Episoden)
- 2014: Jersey Boys
- 2014: Rush (Fernsehserie, Episode 1x06)
- 2014: Unforgettable (Fernsehserie, Episode 3x09)
- 2014: Das Glück an meiner Seite (You're Not You)
- 2015: Bereave
- 2015: The Invitation
- 2015: Nocturna
- 2015: Blindspot (Fernsehserie, Episode 1x10)
- 2015: The Track
- 2016: Johnny Frank Garrett's Last Word
- 2016: Max Steel
- 2016–2017: Conviction (Fernsehserie, 2 Episoden)
- 2016–2017: Odd Mom Out (Fernsehserie, 4 Episoden)
- 2017: XX
- 2017: Lucifer (Fernsehserie, Episode 2x12)
- 2017: Time After Time (Fernsehserie, Episode 1x04)
- 2017: Las Reinas (Fernsehserie, Episode 1x01)
- 2018: Elementary (Fernsehserie, Episode 6x03)
- 2018: The Romanoffs (Fernsehserie, Episode 1x06)
- 2018: Narcos: Mexico (Fernsehserie, 3 Episoden)
- seit 2018: The Accidental Wolf (Miniserie)
- seit 2018: New Amsterdam (Fernsehserie)
- 2019–2021: City on a Hill (Fernsehserie, 5 Episoden)
- 2023: The Kill Room
- 2024: Fallout (Fernsehserie)